# أسبوع الموضة في برلين

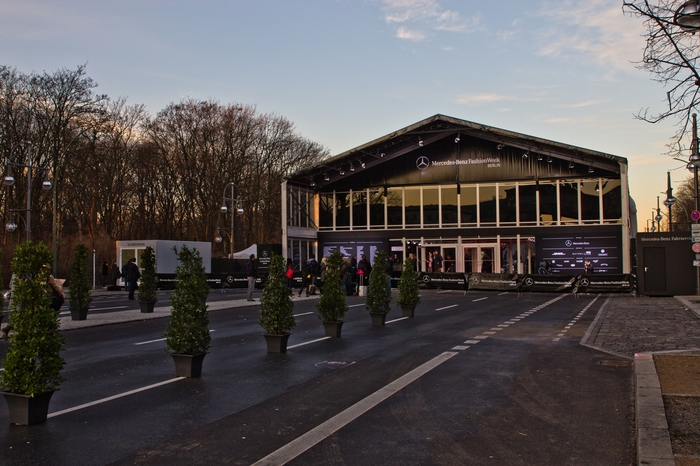
الخيمة الرسمية لأسبوع الموضة في برلين في شهر يناير من عام 2012.

'''أسبوع الموضة في برلين''' هو أسبوع للموضة يعقد في مدينة برلينالألمانية مرتين سنويا وتحديدا في شهري يناير ويوليو. حصل أسبو برلين للموضة على سمعة عالمية جيدة وحضور عالمي كبير منذ تاسيسه في شهر يوليو من عام 2007. وترجع أسباب جذب هذا الأسبوع للانتباه والإعجاب العالميين إلى مصصمميه الشباب اليافعين الذين أظهرو براعة في عملهم. منذ يوليو عام 2001 أخذ الأسبوع مكانا له عندبوابة براندنبورغ.